# PSR B1919+21

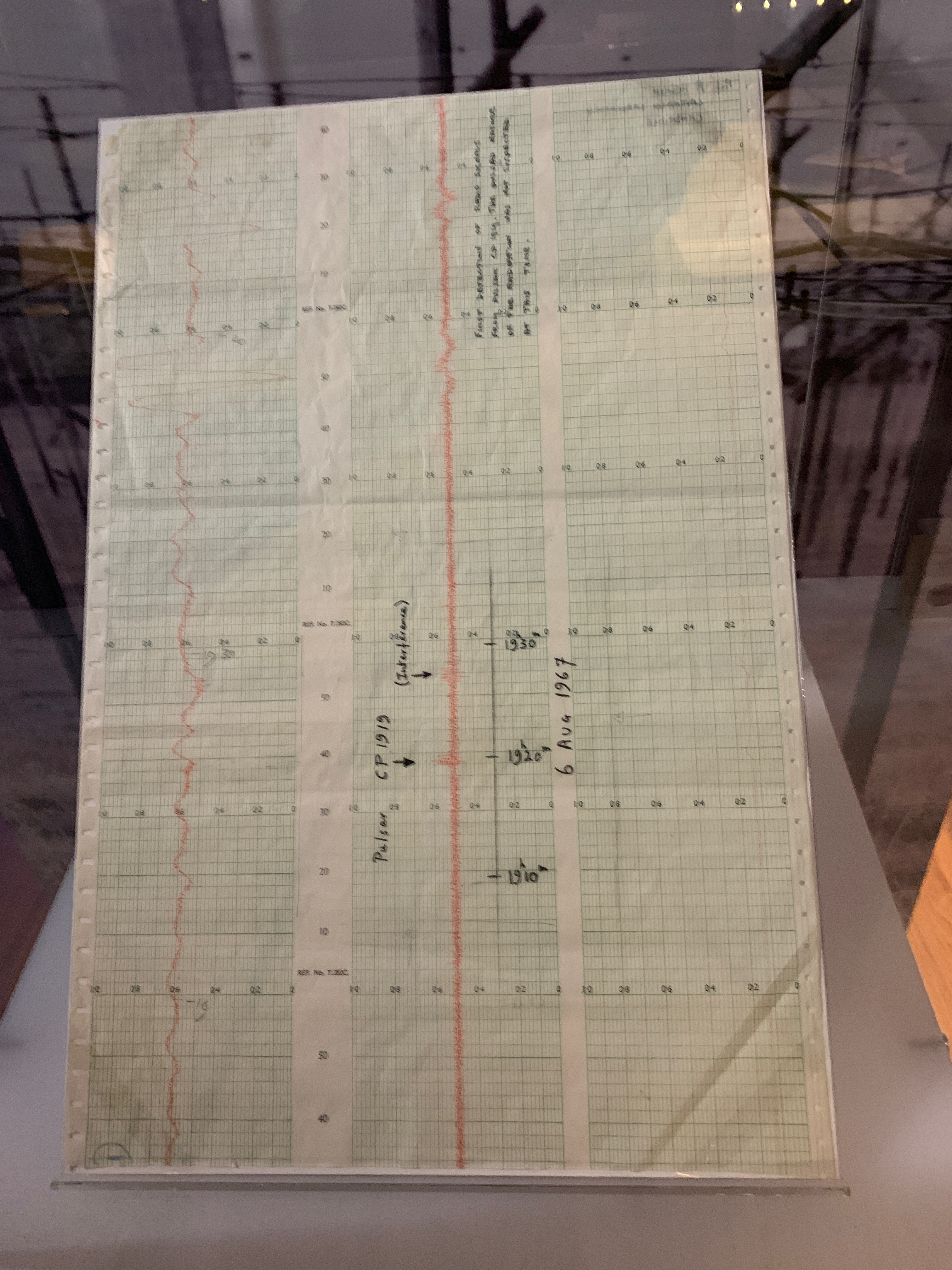
Gráfico no qual Jocelyn Bell Burnell reconheceu pela primeira vez a evidência de PSR B1919+21, exibido na Biblioteca da Universidade de Cambridge

Na astronomia, o PSR B1919 +21, também conhecido como PSR J1921+2153 (originalmente designado CP 1919), é um pulsar localizado na constelação de Vulpecula, que possui período de 1,3373 s e uma largura de pulso de 0,04 s. Descoberto em 28 de novembro de 1967, foi o primeiro pulsar a ser descoberto com ondas de rádio.

## Descoberta
Antes que a natureza do sinal fosse determinada, Bell e Antony Hewish, que era seu orientador no doutorado, consideraram seriamente a possibilidade de vida extraterrestre:
"Nós não acreditamos realmente que tínhamos pego sinais de outra civilização, mas é evidente que a ideia havia atravessado nossas mentes e nós não tínhamos qualquer prova de que foi uma emissão de rádio totalmente natural. É um problema interessante - se um pensa que pode ter detectado uma vida em outros pontos do universo como anunciar o resultado responsavelmente? Quem faz um dizer primeiro?"
A observação recebeu a designação Little green men 1, até que os pesquisadores Thomas Gold e Fred Hoyle terem corretamente identificados esses sinais como uma estrela de nêutrons de rápida rotação com um campo magnético forte.